# Emilio Legnani
Emilio Legnani (Milano, 3 marzo 1918 – Genova, 23 agosto 2006) è stato un militare italiano, sottufficiale e poi ufficiale della Regia Marina, che prestò servizio, tra l'altro, nella Xª Flottiglia MAS.

## Biografia
Legnani nacque a Milano il 3 marzo 1918, figlio di Antonio, ammiraglio di squadra e comandante del comando sommergibili nella seconda guerra mondiale. Riuscì a diventare Allievo ufficiale presso l'Accademia Navale di Livorno dal novembre 1938, e la sua bravura gli permise di vincere un concorso straordinario per diventare guardiamarina, nel giugno 1940. In seguito si imbarcò prima sulla corazzata Giulio Cesare e poi sulla Littorio con l'incarico di ufficiale addetto alle telecomunicazioni.

Proprio in questa nave Legnani compì un atto di coraggio: durante l'attacco notturno a Taranto del 12 novembre 1940 egli riuscì a spegnere i fari delle boe attorno alla corazzata rendendola meno visibile, dopodiché risalì a bordo per portare in salvo l'archivio segreto.
Promosso sottotenente di vascello nel gennaio 1941 venne trasferito, dietro sua domanda, nella Xª Flottiglia MAS. Inizialmente operò con la 1ª Squadriglia dell'Alto Tirreno, poi nel Mar Nero, al comando di un MAS. Durante la missione condotta il 3 agosto 1942, Legnani rivendicò, assieme al suo equipaggio, l'affondamento dell'incrociatore sovietico Krasnyj Krym, che però non risulta affondato in tale occasione, ed anzi è riuscito a sopravvivere alla guerra. L'affondamento venne però ritenuto come avvenuto dalle autorità italo-tedesche, permettendo il conferimento della medaglia d'oro al valor militare a Emilio Legnani. Si era trattato probabilmente dell'azione contro l'incrociatore Molotov che fu silurato o da aerei tedeschi o da una motosilurante (il MAS 568) che attaccarono quasi in contemporanea. L'incrociatore però riuscì, sia pure con una velocità ridotta a soli 10 nodi, morti e feriti a bodo, e una grande falla a poppavia, a rientrare in porto. 
Nel luglio 1942 venne promosso tenente di vascello e rimpatriato per essere assegnato all'Ufficio Operazioni del Comando in Capo del Dipartimento Alto Adriatico a Venezia riuscendo, nell'agosto, ad assumere il comando della Xª Squadriglia MAS.
Dopo il conflitto prestò servizio presso il Distaccamento Militare Marittimo di Roma comandando prima il dragamine 303 e poi il 308. Col tempo lasciò i dragamine per dirigere l'attività della corvetta Gazzella.

Una volta promosso capitano di corvetta, nel maggio 1952, Legnani fu destinato al Comando Marina di Genova, e nel 1953 frequentò l'istituto di Guerra Marittima al termine del quale, vincitore del Corso per il Corpo Piloti del porto di Genova, lasciò a domanda il servizio attivo. Elevato al grado di capitano di fregata nella riserva di complemento nel 1961, nel 1964 assunse la carica di Presidente del Collegio Nazionale Patentati Capitani. Emilio Legnani morì a Genova il 23 agosto 2006.

## Onorificenze
Destinato ad effettuare una difficile missione di agguato, dirigeva decisamente per intercettare una formazione navale sovietica, composta di un incrociatore e un Ct., sfidandone con coraggio ed audacia l'intenso e ben aggiustato tiro che inquadrava ripetutamente la piccola unità.
Nonostante le sfavorevoli condizioni di luce e la martellante azione di fuoco dell'avversario, mirava decisamente all'obiettivo e, giunto a breve distanza, lanciava contro la prima e più grossa unità due siluri che, esplodendo, avvolgevano in una nube di fuoco la nave nemica che in pochi minuti affondava. Compiuta l'eroica gesta che rinnovava con insuperabile slancio le gloriose tradizioni dei nostri M.A.S., si disimpegnava dalla furiosa reazione dell'unità nemica di scorta e dagli insistenti attacchi aerei, raggiungendo senza perdite la propria base.